# Thirdiwandy Pool
Der Thirdiwandy Pool ist ein See im Westen des australischen Bundesstaates Western Australia. 
Der See liegt im Verlauf des Portland River.